# Karī-ye Bozorg
Karī-ye Bozorg (persiska: كِريقِ بُزُرگ, كَری بُزُرگ, كَرَنِ بُزُرگ, كری بزرگ, Kerīq-e Bozorg) är en ort i Iran.   Den ligger i provinsen Ardabil, i den nordvästra delen av landet, 400 km nordväst om huvudstaden Teheran. Karī-ye Bozorg ligger 1 840 meter över havet och antalet invånare är 163.
Terrängen runt Karī-ye Bozorg är huvudsakligen kuperad, men den allra närmaste omgivningen är platt. Terrängen runt Karī-ye Bozorg sluttar norrut. Runt Karī-ye Bozorg är det ganska glesbefolkat, med 38 invånare per kvadratkilometer. Närmaste större samhälle är Nīr, 14,0 km norr om Karī-ye Bozorg. Trakten runt Karī-ye Bozorg består i huvudsak av gräsmarker.